# Sẻ bụi đầu đen

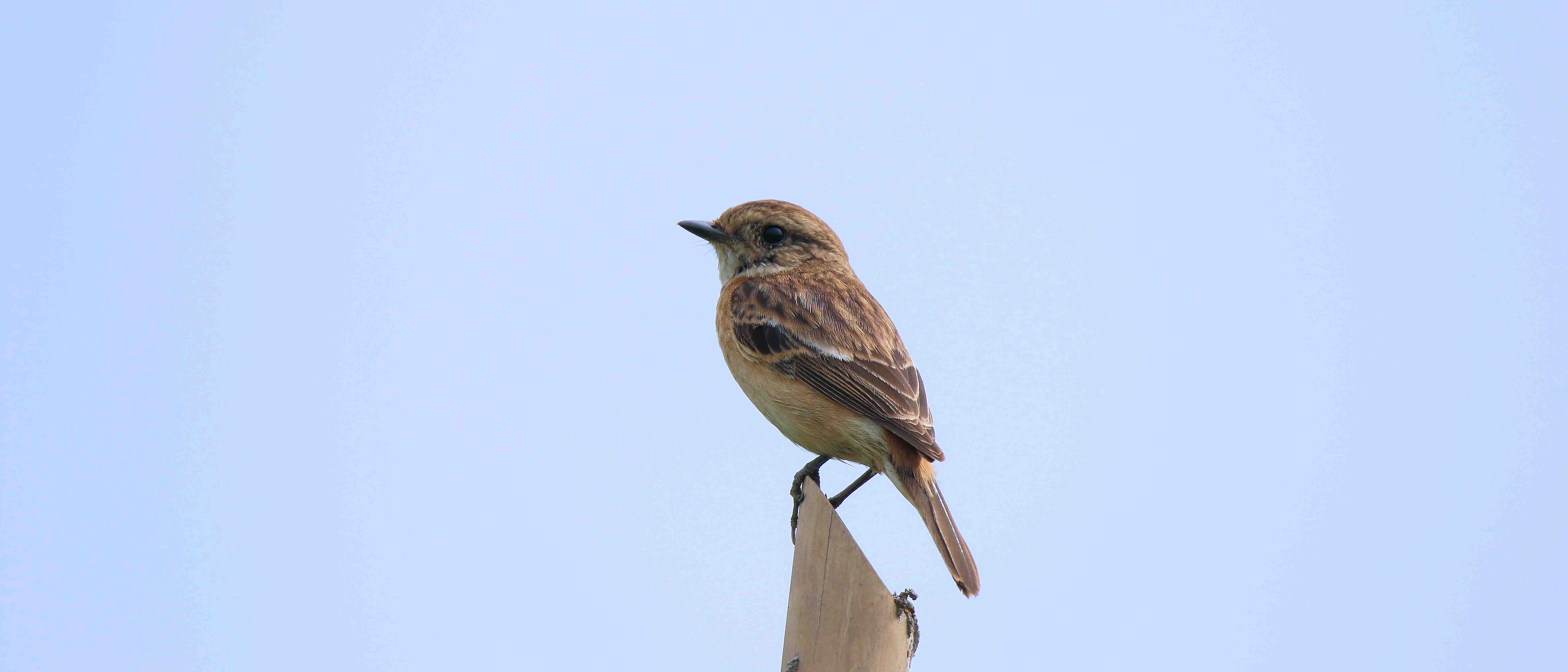
Sẻ bụi đầu đen (chim mái)

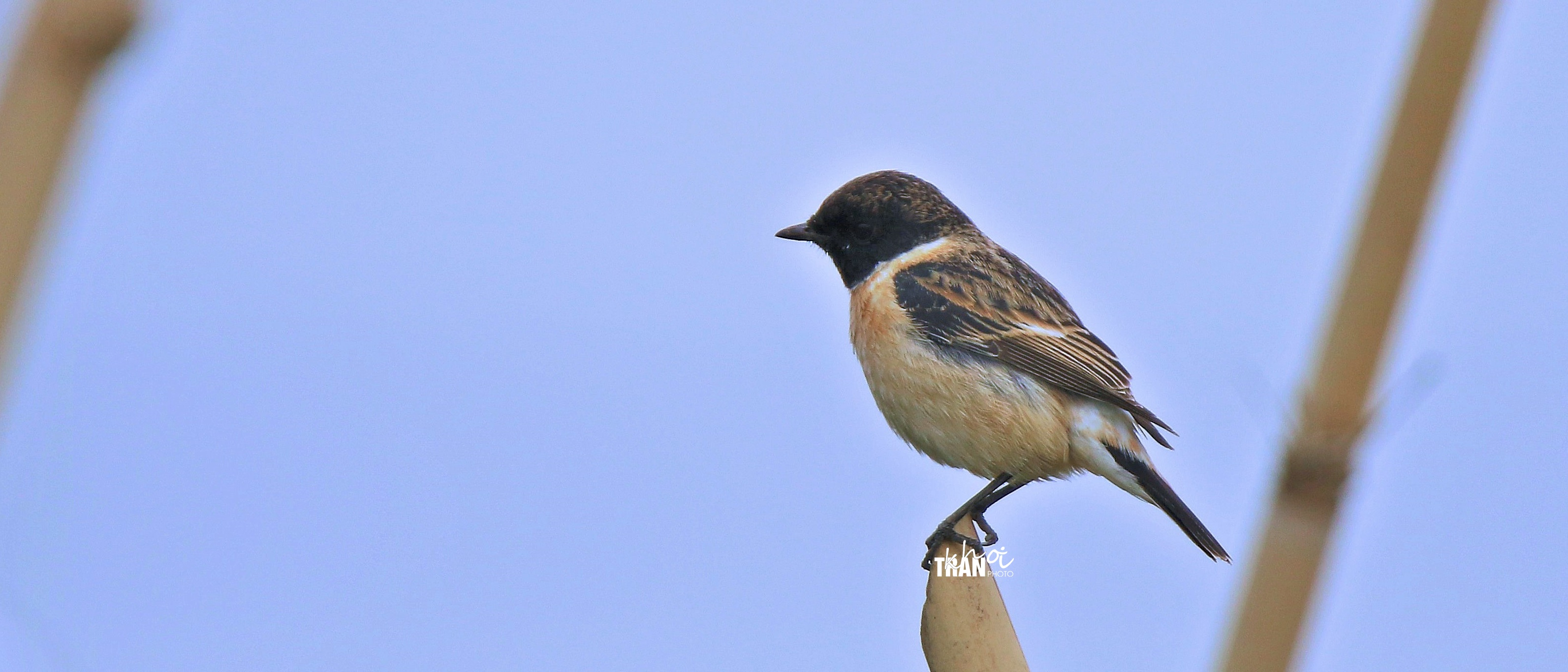

Saxicola maurus là một loài chim trong họ Muscicapidae.
Saxicola maurus được tách ra từ S. torquatus.

## Các phân loài
- S. m. hemprichii Ehrenberg, 1833: Từ đông Ukraina và bắc Azerbaijan tới vùng bờ biển phía bắc và tây bắc biển Caspi.
- S. m. variegatus (Gmelin S. G, 1774): Từ đông nam Thổ Nhĩ Kỳ và Transkavkaz tới bắc và tây Iran.
- S. m. maurus (Pallas, 1773): Từ đông Phần Lan và bắc + đông khu vực thuộc châu Âu của Nga tới Mông Cổ và Pakistan.
- S. m. indicus (Blyth, 1847): Tây bắc và trung Himalaya.
- S. m. przewalskii (Pleske, 1889): Tây Tạng tới trung Trung Quốc, bắc Myanma, bắc Thái Lan.